# فازوبرسين
الهرمون المانع لإدرار البول أو الهرمون المضاد لإدرار البول (بالإنجليزية: antidiuretic hormone)‏ يعرف اختصارًا (ADH) أو الفازوبرسين أو الفاسوبريسين (قابض الأوعية الدموية) (بالإنجليزية:  فازوبرسين)‏ هو هرمون ببتيدي يتم تركيبه في تحت المهاد ويخزن في النخامية الخلفية. والعمل الرئيسي لهذا الهرمون هو إعادة امتصاص الماء في الكلية. فهو يعمل على زيادة نفاذية الكليون (nephron)، مما يؤدي إلى زيادة إعادة امتصاص الماء، وبذلك يمنع من فقد كمية زائدة من الماء. عندما يكون مستوى الهرمون المضاد للإدرار منخفضاً، يؤدي ذلك إلى فقد كمية كبيرة من البول المخفف، وبالعكس إذا كانت مستويات الهرمون مرتفعة تخرج كمية قليلة من البول المركز. وفي مرض البُوالَةُ التَفِهَة أو السكري الكاذب يزداد إدرار البول ويعود ذلك غالباً إلى نقص الهرمون المضاد للإدرار.
يعد الفازوبروسين أحد الهرمونات الطبيعية، والتي تنتجها الغدة النخامية …فهو عبارة عن 9 احماض امينية، ويتم افرازه في مجرى الدم.والفاسوبريسين هو أيضا هرمون مضاد للإبالة «هرمون مضاد لإدرار للبول» الذي يفرز بشكل طبيعي من الغدة النخامية الخلفية. في الجسم، فاسوبريسين يعمل على الكلى والأوعية الدموية. فاسوبريسين يساعد على منع فقدان الماء من الجسم عن طريق خفض إنتاج البول ومساعدة الكلى على إعادة امتصاص الماء في الجسم. فاسوبريسين أيضا يرفع ضغط الدم عن طريق تضييق الأوعية الدموية. تم ايقاف اعطاء هذا الهرمون لكثرة وخطورة اعراضه الجانبية.
ويتم فرز بعض الفاسوبريسين مباشرة إلى داخل الدماغ وصار العلماء مؤخراً يناقشون دور الفاسوبريسين (وكذلك الأوكسيتوسين) في السلوك الاجتماعي، وفي الدافعية الجنسية.

## علم وظائف الأعضاء

### الوظيفة
واحدة من أهم أدوار الفازوبرسين هي تنظيم المياه؛ يتم إفرازه عندما يكون الجسم مصاباً بالجفاف ويجعل الكلى تحافظ على الماء، وبالتالي تركيز البول والحد من نقصان حجم البول. وعند إفرازه بتركيزات عالية، فإنه يثير ضغط الدم عن طريق تحفيز تضيق الأوعية بشكل معتدل. وبالإضافة إلى ذلك، فإنه يقوم بمجموعة متنوعة من التأثيرات العصبية في الدماغ، على سبيل المثال، للتأثير على الترابط في زوج من فئران الحقل.
ليسين فازوبرسين (LVP) أو ليبريسين، مشابه جدا للفازوبرسين، وله نفس الوظيفة في الخنازير وغالبا ما يستخدم في علاج البشر.

#### الكلى
الفازوبرسين له تأثيران رئيسيان يساهمان في زيادة أسمولية البول (زيادة التركيز) وانخفاض إفراز المياه:
1. زيادة نفاذية الماء من الأنابيب الملتوية البعيدة ومن خلايا القنوات الجامعة في الكلى، مما يتيح إعادة امتصاص المياه وإفراز بول أكثر تركيزا؛ أي مضاد لإدرار البول. يحدث هذا عن طريق إدخال قنوات المياه (أكوابورين) في الغشاء القمي من الأنابيب الملتوية البعيدة ومن خلايا القنوات الجامعة. الأكوابورين (قنوات الماء) تسمح للماء بالانتقال حسب التدرج التناضحي والخروج من النفرون، وبالتالي زيادة كمية المياه التي تم إعادة امتصاصها-من الترشيح (تشكيل البول) في مجرى الدم. وتقوم مستقبلات V2 (مستقبلات الأرجينين فازوبرسين2)، والتي تعتبر مستقبلات مرتبطة بالبروتين G في الجزء الطرفي من الغشاء البلازمي للخلايا الظهارية، وترتبط هذه المستقبلات بالبروتين G من النوع Gs، والذي يقوم بتنشيط أدينيليل سايكليز 3 و 5 (adenylyl cyclases III and VI) ليقوما بتحويل الأدينوسين ثلاثي الفسفات ATP إلى أدينوسين أحادي الفسفات الحلقي cAMP و 2 فسفات غير عضوي. ارتفاع cAMP يتسبب في إدخال قنوات المياهaquaporin-2 بواسطة إيماس (قذف الخلية لمحتوياتها للخارج) الحويصلات الداخلية التي تحتوي على قنوات المياه AQP، بإعادة تدوير الجسيم البالع (الإندوسوم). كما يزيد الفازوبرسين من تركيز الكالسيوم في خلايا القناة الجامعة؛ من خلال إطلاق انتيابي من المخازن الموجودة داخل الخلايا. فازوبرسين، من خلال cAMP، يزيد من نسخ الجينaquaporin-2، وبالتالي زيادة عدد جزيئات aquaporin-2 في خلايا القناة الجامعة. الحلقي-AMP ينشط بروتين كيناز أ (PKA) عن طريق الارتباط بوحداته الفرعية التنظيمية، والسماح لهم بالانفصال من الوحدات الفرعية النشطة. الانفصال يعرض الموقع النشط في الانزيم، ويسمح لها بإضافة مجموعة فوسفات إلى البروتينات (بما في ذلك البروتينaquaporin-2)، الذي يغير وظائفهم.
2. زيادة نفاذية الجزء النخاعي الداخلي للأنابيب الجامعة لليوريا من خلال تنظيم سطح الخلية لإفراز مستقبلات اليوريا،[22] مما يسهل إعادة امتصاصها لها في خلايا النخاع؛ لأنها تنتقل إلى أسفل التدرج في التركيز الذي يتم إنشاؤه عن طريق إزالة الماء من أنبوب رابط، ومن قشرية القناة الجامعة ومن النخاع الخارجي للقناة الجامعة.
3. زيادة حادة في امتصاص الصوديوم عبر الحلقة المتصاعدة من التواء هنلي. وهذا يضيف إلى الضغط المعاكس الذي يساعد في إعادة الامتصاص الجيد للمياه في وقت لاحق في الأنابيب الملتوية البعيدة والقناة الجامعة.[23]

يوثر الفازوبرسين أيضاً في الأسمولية/ الأسمولالية، وذلك نظرا لدوره في حفظ التوازن الكهربائي السليم في مجرى الدم. عدم التوازن يمكن أن يؤدي إلى الجفاف، القلوية، الحموضة أو غيرها من التغييرات التي تهدد الحياة. والفازوبرسين هو المسؤول جزئيا عن هذه العملية عن طريق التحكم في كمية المياه من الكلى عند تصفية مجرى الدم.

#### جهاز الدوران والقلب
الفازوبرسين يزيد من مقاومة الأوعية الدموية الطرفية (تضيق الأوعية)، وبالتالي يزيد من ضغط الدم الشرياني. هذا التأثير يبدو صغيرا في الأشخاص الأصحاء. ومع ذلك فإنه يصبح آلية تعويضية مهمة لاستعادة ضغط الدم في صدمة نقص حجم الدم مثل تلك التي تحدث أثناء نزيف.

#### الجهاز العصبي المركزي

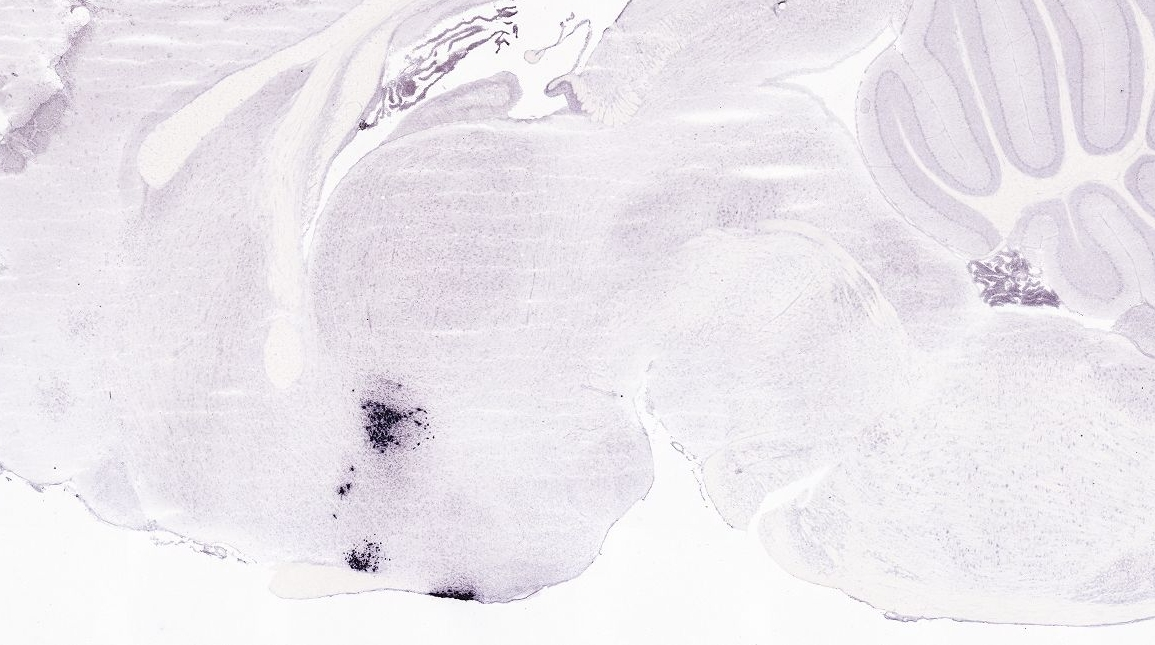
يتم إنتاجAVPفي المنطقة المحيطة بالبطين من منطقة ما تحت المهاد في الفأر الناضج.

الفازوبرسين في الدماغ لديه العديد من الإجراءات:
- يتم تحرير الفازوبرسين في المخ في إيقاع الساعة البيولوجية من قبل الخلايا العصبية في النواة فوق التصالبية.
- الفازوبرسين الذي يتم إفرازه من الأعصاب المركزية في ما تحت المهاد، يساعد في العدوان، وتنظيم ضغط الدم، وتنظيم درجة الحرارة.
- ومن المرجح أن الفازوبرسين يعمل بالتزامن مع الهرمون المفرٍز للكورتيكوتروبين الذي بدوره يساعد على إفراز كورتيكوستيرويد - هرمونات منشّطة من الغدة الكظرية استجابة للإجهاد، وخاصة أثناء الحمل والرضاعة في الثدييات.[25][26][27]
- وقد تبين أن الحصر الانتقائي لAVPr1a في الشاحبة البطني (ventral pallidum) يعمل لمنع تفضيل الشريك في فئران الحقل المرج، مما يشير إلى أن هذه المستقبلات في هذه المنطقة من الدماغ الأمامي البطني بالغة الأهمية لترابط الزوج.[21]
- وتشير الأدلة مؤخرا أن فازوبرسين قد يكون لها تأثيرات مسكنة. وقد وجد أن آثار التخدير من الفازوبرسين تعتمد على كل من الإجهاد والجنس.[28]

الدليل على ذلك يأتي من الدراسات التجريبية في العديد من الأنواع التي تشير إلى أن التوزيع الدقيق للفازوبرسين ومستقبلات الفازوبرسين في الدماغ يرتبط مع أنماط نموذجية للسلوك الاجتماعي.
وعلاوة على ذلك، دراسة شملت إما بضخ منبهات فازوبرسين في الدماغ أو عرقلة أعمال فازوبرسين تدعم الفرضية القائلة بأن فازوبرسين يشارك في العدوان تجاه غيره من الذكور. وهناك أيضا أدلة على أن الاختلافات في جين مستقبلات فازوبرسين بين أفراد من الأنواع قد تكون سبب في الاختلافات في السلوك الاجتماعي. وبالتحديد، هنالك فرق ثابت بين الأنواع أحادية الزوج والأنواع غير الشرعية في توزيع مستقبلات الأرجينين-فازوبرسين AVP، وأحيانا هنالك فرق في توزيع المحاور العصبية التي تحتوي على الفازوبرسين، ويكون ذلك حتى عند المقارنة بين الأنواع المتقاربة. وعلاوة على ذلك، فإن الدراسات التي تضمنت إما حقن منبهات (مواد تعمل نفس الوظيفة)AVP في الدماغ أو حجب تأثيرات AVP تدعم الفرضية القائلة بأن الفازوبرسين يشارك في العدوان تجاه الذكور الآخرين. [بحاجة لمصدر]وهناك أيضا أدلة على أن الاختلافات في جين مستقبلات AVP بين أفراد الأنواع قد تكون مؤشر على الاختلافات في السلوك الاجتماعي. [بحاجة لمصدر]
واقترحت إحدى الدراسات أن الاختلاف الجيني في الذكر من البشر يؤثر على سلوك ترابط الزوج. ويستخدم دماغ الذكور الفازوبرسين كمكافأة لتشكيل روابط دائمة مع شريكه، والرجال الذين لديهم واحد أو اثنين من الأليل الجيني (allele) هم أكثر احتمالا للتعرض للخلاف الزوجي. فشركاء الرجال الذين لديهم اثنين من الأليلات التي تؤثر مستقبلات فازوبرسين، يكون لديهم مستويات مخيبة للآمال من الارتياح والمودة، والتماسك.
مستقبلات الفازوبرسين موزعة على طول مسار دارة المكافأة، وأكثرها تحديداً في الشاحبة البطنية، يتم تنشيطها عندما يتم تحرير AVP خلال التعاملات الاجتماعية مثل التزاوج، وذلك في فئران حقل المرج أحادية الزواج. تنشيط دوائر مكافأة يقوي هذا السلوك، مما يؤدي إلى تفضيل الشريك، وبالتالي يبدأ تشكيل رابطة الزوج.

### التنظيم
ويفرز فازوبرسين من الغدة النخامية الخلفية وذلك استجابة للانخفاض في حجم البلازما، وذلك استجابة للزيادة في أسمولية البلازما، ويضا استجابة على كوليسيستوكينين (CCK) التي يفرزها الأمعاء الدقيقة:
- الاستجابة لانخفاض حجم البلازما يتم تفعيلها من خلال مستقبلات الضغط في الأوردة، الأذينين، والشريان السباتي.
- الاستجابة للارتفاع في الضغط الاسموزي عن طريق مستقبلات التناضح في ما تحت المهاد.
- الاستجابة للارتفاع في الكوليسيتوكينين في البلازما يتم عن طريق مسار غير معروف.

الخلايا العصبية التي تصنعAVP، في نوى فوق البصرية (SON) ونوى المجاورة للبطينات (PVN) الموجودة في ما تحت المهاد، هي نفسها مُسْتَقْبِلَةُ التَّناضُح (osmoreceptors)، ولكنها أيضا تستقبل مدخلات التشابك العصبي من مُسْتَقْبِلَةُ التَّناضُح (osmoreceptors)الأخرى الموجودة في المناطق المقابلة للجدار الأمامي من البطين الثالث. وتشمل هذه المناطق العضو الوعائي من الصفيحة الانتهائية والعُضْوُ تَحْتَ القَبْوِ.
وهناك عوامل كثيرة تؤثر على إفراز فازوبرسين:
- الإيثانول (الكحول) يقلل من إفراز الفازوبرسين المعتمد على قنوات الكالسيوم عن طريق سد قنوات الكالسيوم المعتمدة على الفولتية في النهايات النخامية العصبية في الفئران.[32]
- أنجيوتنسين الثاني يحفز إفراز فازوبرسين؛ وذلك تماشيا مع دوره في رفع للضغط الدموي وآثاره على الحجم.[33]
- الببتيد الأذيني الناتريوتريك يمنع إفراز فازوبرسين، في جزء منه عن طريق تثبيط إفراز الفازوبرسين AVP المعتمد على الأنجيوتنسين الثاني.[33]

### الإفراز
الحافز الرئيسي لإفراز فازوبرسين هو زيادة الأسمولية في البلازما. انخفاض حجم السائل خارج الخلية أيضاً لديه هذا التأثير، ولكنه طريقة أقل حساسية.
يتم إفرازجميع الفازوبرسين الموجود في الدم تقريبا من إفرازات الغدة النخامية الخلفية، إلا في حالات الأورام المفرزة للفازوبرسين. يتم إنتاج فازوبرسين من قبل الخلايا العصبية الإفرازية في النواة المجاورة للبطين (PVN) والنواة فوق البصرية (SON) في ما تحت المهاد. ومن ثم ينتقل إلى أسفل محور عصبي من خلال القمع (infundibulum) داخل حبيبات الإفراز العصبي التي تم العثور عليها داخل أَجْسامُ هِيرِّينْغ، وداخل الانتفاخات الموجودة في المحور العصبي وداخل النهايات العصبية. هذه تحمل الببتيد مباشرة إلى الغدة النخامية الخلفية، حيث يتم تخزينها حتى تطلق في الدم. ولكن هناك نوعان من مصادر أخرى منAVPمع الآثار المحلية الهامة:
- فازوبرسين AVP يتم تصنيعه أيضا في الأعصاب الإفرازية صغيرة الخلايا الموجودة في النواة المجاورة للبطين (PVN)، ويتم نقله وافرازه في البارزة الناصفة، وبعدها ينتقل خلال جهاز الدوران البابي النخامي (hypophyseal portal system) إلى الغدة النخامية الأمامية حيث يقوم بتحفيز خلايا الموجه القشري بالتآزر مع الهرمون المفرز للكورتيكوتروبين لإنتاج الهُرْمُونُ المُوَجِّهُ لقِشْرِ الكُظْر (يعتبر وحده مدر ضعيف الإفراز).
- فازوبرسين يفرز أيضا في الدماغ بواسطة أماكن مختلفة من الأعصاب الصغيرة.

### المستقبلات
في الأسفل، جدول يلخص بعض من تأثيرات فازوبرسين على مستقبلاته الأربعة، وهذه المستقبلات موجودة في
مختلف الأنسجة ولها تأثيرات مختلفة:
| النوع                      | نظام رسول الثاني                                            | المواقع | تطبيقات | منبهات                 | خصوم                                                                    |
| فازوبرسينR1A               | فوسفتيدل إينوستول/ الكالسيوم (Phosphatidylinositol/calcium) | الكبد، الكلى، الأوعية الدموية الطرفية، والدماغ                                                                  | تضيق الأوعية، استحداث السكر، تجمع صفائح الدم، وتحريرالعامل الثامن وعامل فون ويلبراند. التمييز الاجتماعي، الساعة البيولوجية | فيليبريسين             |                                                                         |
| فازوبرسينR1B أوفازوبرسينR3 | فوسفتيدل إينوستول/ الكالسيوم                                | النخامية، الدماغ                                                                                                | إفراز هرمون قشرة فوق الكظر إفراز استجابة على الإجهاد؛ تفسير الإشارات الشميّة |                        |                                                                         |
| فازوبرسينR2                | الادينين الحلقي                                             | الغشاء على جانب قاعدةالخلايا المبطنة للقنوات الجامعة في الكلى (وخاصة الجزء القشري والخارجي للب القنوات الجامعة) | إفراز قنوات الأكوابورين 2 (AQP2) (قنوات المياه). تسمح هذه القنواتبإعادة امتصاص الماء حسب التدرج الأسموزي، وذلك كي يصبح البول أكثر تركيزا. إفراز عامل فون ويلبراند وإنتاج السطح ل P-selectin وذلك من خلال إيماس (قذف الخلية لمحتوياتها) أجسام ويبيل- باليد من الخلايا البِطانِيَّة | فازوبرسين، ديزموبريسين | مدرات البول التي تنتهي بالمقطع فابتان –vaptan مثل تولافابتان tolavaptan |

## التركيب الكيميائي وعلاقته مع الأكسيتوسين

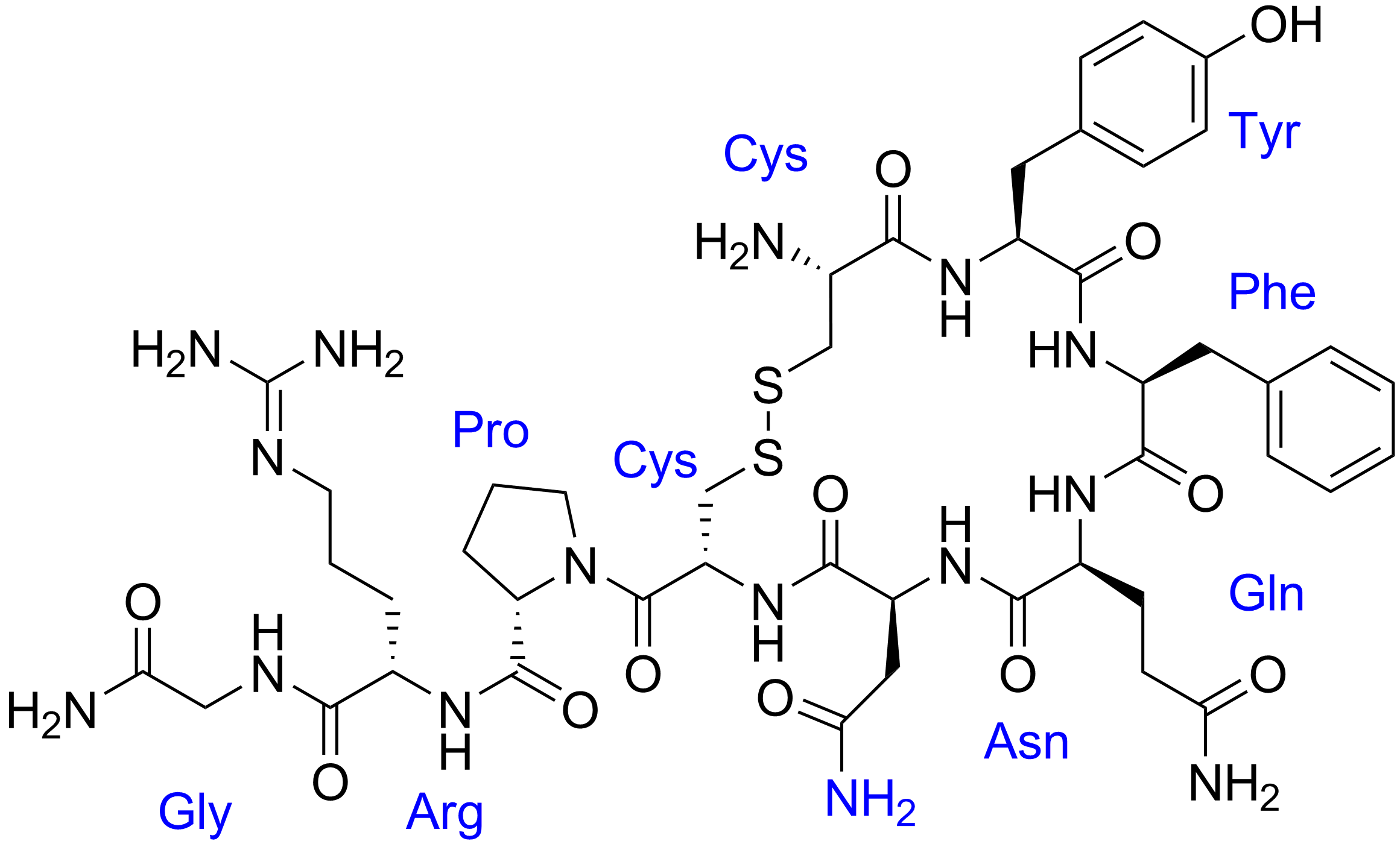
التركيب الكيميائي للأرجيبريسين (تشير إلى أن هذا المركب هو من عائلة فاسوبريسين مع أرجينين في الموقع الثامن من الأحماض الأمينية.

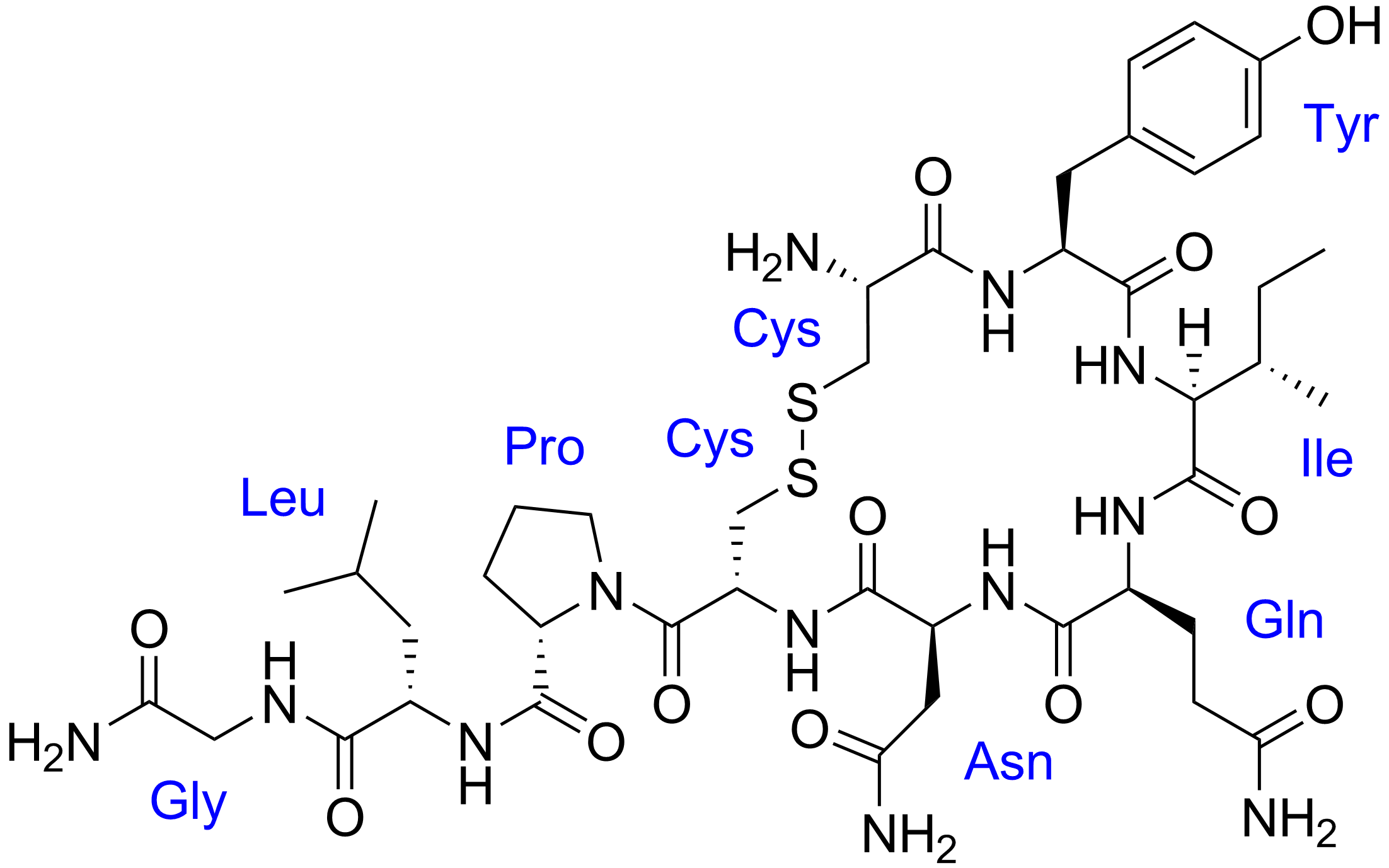
التركيب الكيميائي للأكسيتوسين

التركيب الكيميائي لل الأوكسيتوسين وفازوبرسين هو عبارة عن ببتيدات تتكون من تسعة أحماض أمينية nonapeptides). (ملاحظة: القيمة في الجدول أعلاه مكتوب فيه انه يتكون من164 من الأحماض الأمينية وهذه النتيجة حُصّلت قبل تنشيط هرمون من قبل الانقسام). تسلسل الأحماض الأمينية في الفازوبرسين هو السيستين - الثيروسين - الفنيل ألانين – الغلوتامين - الأسباراجين - السيستين - برولين - الأرجنتين - الغليسين، مع السيستين الذي يقوم بتشكيل رابطة ثنائي الكبريتيد. ليسين فازوبرسين لديه ليسين بدلا من أرجينين.
هيكل الأوكسيتوسين مشابه جدا للفازوبرسين: وهو أيضاً يتكون من 9 أحماض أمينية مع رابطة ثنائي الكبريتيد ويختلف تسلسل الأحماض الأمينية في اثنين فقط (شاهد الجدول أدناه). ويقع الجينان على نفس الكروموسوم مفصولين بمسافة صغيرة نسبيا أقل من 15000 حمض اميني في معظم الأنواع. الأعصاب كبيرة الخلايا التي تقوم بصنع الفازوبرسين تكون مجاورة لتلك الأعصاب كبيرة الخلايا التي تقوم بصنع الأكستوسين، وهي متشابهة في عدة جوانب. التشابه بين هذين الببتيدين قد يعمل بعض التشابه في الوظيفة/ التأثير:
| الفازوبرسين في عائلة الفقاريات                                 | الفازوبرسين في عائلة الفقاريات | الفازوبرسين في عائلة الفقاريات                                                                               |
| -------------------------------------------------------------- | ------------------------------ | --- |
| Cys-Tyr-Phe-Gln-Asn-Cys-Pro-Arg-Gly-NH2                        | الأرجيبرسين (AVP، ADH)         | في معظم الثدييات                                                                                             |
| Cys-Tyr-Phe-Gln-Asn-Cys-Pro-Lys-Gly-NH2                        | لايبرسين (LVP)                 | الخنازير، فرس النهر، الخنازير الأفريقية، وبعض الجراب                                                         |
| Cys-Phe-Phe-Gln-Asn-Cys-Pro-Arg-Gly-NH2                        | فينيبرسين                      | بعض الجراب                                                                                                   |
| Cys-Tyr-Ile-Gln-Asn-Cys-Pro-Arg-Gly-NH2                        | فازوتوسين†                     | غير الثدييات                                                                                                 |
| الأكستوسين في عائلة الفقاريات                                  |                                | |
| Cys-Tyr-Ile-Gln-Asn-Cys-Pro-Leu-Gly-NH2                        | أكستوسين (OXT)                 | معظم الثدييات، خُرَافِيَّة (سمك)                                                                                  |
| Cys-Tyr-Ile-Gln-Asn-Cys-Pro-Pro-Gly-NH2                        | برول- أكتوسين                  | بعض أنواع القرود في العالم الحديث، التريشرو الشمالي                                                          |
| Cys-Tyr-Ile-Gln-Asn-Cys-Pro-Ile-Gly-NH2                        | ميستوسين                       | معظم الوخفيات، كل الطيور، الزواحف، البرمائيات، السمك الرئوي، كويلاكانثس                                      |
| Cys-Tyr-Ile-Gln-Ser-Cys-Pro-Ile-Gly-NH2                        | سيريتوسين                      | الضفادع |
| Cys-Tyr-Ile-Ser-Asn-Cys-Pro-Ile-Gly-NH2                        | ايزوتوسين                      | أسماك عظمية                                                                                                  |
| Cys-Tyr-Ile-Ser-Asn-Cys-Pro-Gln-Gly-NH2                        | غلوميتوسين                     | سكيت (نوع من الأسماك)                                                                                        |
| Cys-Tyr-Ile-Asn/Gln-Asn-Cys-Pro-Leu/Val-Gly-NH2                | مختلف ال توسين (tocin)         | أسماك القرش                                                                                                  |
| الفازوبرسين والأوكسيتوسين في فصيلة اللافقاريات                 |                                | |
| Cys-Leu-Ile-Thr-Asn-Cys-Pro-Arg-Gly-NH2                        | هرمون مدر للبول                | الجراد |
| Cys-Phe-Val-Arg-Asn-Cys-Pro-Thr-Gly-NH2                        | أنيتوسين                       | دودة الأرض                                                                                                   |
| Cys-Phe-Ile-Arg-Asn-Cys-Pro-Lys-Gly-NH2                        | لايسين- كونوبريسين             | الحلزون المخروطي الجغرافي وذلك من الإمبراطورية الرومانية، حلزون البركة، الأرنب البري، عَلَقَة (ديدان ماصة للدم) |
| Cys-Ile-Ile-Arg-Asn-Cys-Pro-Arg-Gly-NH2                        | آرجينين- كونوبريسين            | حلزون مخرطي مقلم                                                                                             |
| Cys-Tyr-Phe-Arg-Asn-Cys-Pro-Ile-Gly-NH2                        | سيفالوتوسين                    | الأخطبوط |
| Cys-Phe-Trp-Thr-Ser-Cys-Pro-Ile-Gly-NH2                        | أوكتوبرسين                     | الأخطبوط |
| †فازوتوسين هو السلف المتجدد من جميع الهُرْموناتُ النُّخامِيَّةِ العَصَبِيَّة |                                | |

## دور الفاسوبرسين في المرض

### عدم وجود فازوبرسين
الانخفاض بإفراز الفازوبرسين (عصبياً - أي بسبب تسمم الكحول أو ورم) أو انخفاض حساسية الكلى للفازوبرسين AVP (كمشكلة في الكلى- بسبب طفرة في المستقبل V2 أو AQP) يؤدي إلى مرض السكري الكاذب، وهي حالة تتميز بارتفاع تركيز الصوديوم في الدم (ما يعرف بال هايبرنتريميا hypernatremia)، كما تتميز بزيادة التبول (البولي-يوريا) وكثرة العطش (بولي-ديبسيا).

### الزيادة في فازوبرسين
افراز فازوبرسين بمستويات عالية يمكن ان يؤدي انخفاض في تركيز الصوديوم في الدم. في بعض الحالات، يكون إفراز AVP ملائم ومناسب (وذلك بسبب النقص/الانخفاض الشديد في حجم الدم)، وهذه الحالة تسمى «نقص صوديوم الدم مع نقص حجم الدم».
في بعض الامراض (مثل امراض القلب والمتلازمة الكلويّة) يكون هنالك زيادة في حجم السوائل في الجسم ولكن افراز الفازوبريسين لا يتم تثبيطه لعدة اسباب؛ وتسمى هذه الحالة «نقص صوديوم الدم مع ارتفاع حجم الدم». وهناك نسبة من حالات نقص صوديوم الدم تتميز بعدم وجود افراط أو نقص في حجم الدم. في هذه المجموعة (المسمى «نقص صوديوم الدم مع حجم الد الطبيعي»)، إفرازAVP يكون مدفوعاً إما بسبب نقص هرمون الكورتيزول أو هرمون الغدة الدرقية (قصور الغدة الكظرية والغدة الدرقية، على التوالي) أو بسبب انخفاض الشديد بمستوى إفراز/إخراج المادة المذابة في البول (هوس الشرب، اتباع نظام غذائي منخفض البروتين)، أو أنه غير مناسب تماما. وتصنف هذه الفئة الأخيرة كمتلازمة الهرمون غير المناسب المضاد لإدرار البول (SIADH).
بالمقابل، فإن متلازمة الهرمون غير المناسب المضاد لإدرار البول (SIADH)يمكن أن يكون لعدة أسباب. بعض نواع السرطانات يمكن أن تسبب (SIADH)، وخاصة سرطان الرئة صغير الخلية، بالإضافة إلى أنواع أخرى من السرطانات التي تسببه أيضا. مجموعة متنوعة من الأمراض التي تصيب الدماغ أو الرئة (العدوى، النزيف)يمكن أن تكون الدافع /السبب وراءSIADH. ارتبط عدد من الأدوية معSIADH، مثل بعض مضادات الاكتئاب (مثبطات امتصاص السيروتونين ومضادات الاكتئاب ثلاثية الحلقات)، وكاربامازيبين المضاد للاختلاجات، الأوكسيتوسين (الذي يستخدم للحث وتحفيز الولادة)، والعلاج الكيميائي فينكريستين. وترافقت أيضا مع الفلوروكينولونات (بما في ذلك سيبروفلوكساسين وموكسيفلوكساسين). وأخيرا، فإنه يمكن أن يحدث دون تفسير واضح.

## علم الادوية

### نظائر فازوبرسين
يتم استخدام منبهات فازوبرسين علاجيا في مختلف الظروف، وشبيهه الاصطناعي ديزموبريسين طويل المفعول، ويستخدم في ظروف تتميز بانخفاض إفراز فازوبرسين، ويستخدم كذلك في السيطرة على النزيف (في بعض أنواع مرض فون ويلبراند والحالات الطفيفة من هيميفيليا أ)، وفي أقصى حالات التبول اللاإرادي من قبل الأطفال. ويستخدم تيرليبريسين ونظائره ذات الصلة كمضيقات للأوعية الدموية في بعض الحالات. تم المباشرة باستخدم نظائر فازوبرسين لدوالي المريء منذ عام 1970.
ويتم تسريب (إعطاء كمية من السائل ببطء) فازوبرسين للجسم كخط علاج الثاني في الصدمة الإنتانية المرضى الذين لا يستجيبون لإنعاش السوائل أو دفعات من الكاتيكولامينات (على سبيل المثال، الدوبامين أو النور-إيبينيفرين)

### دور نظائر الفازوبرسين في السكتة القلبية
حقن الأوعية الدموية برافعات الضغط (قابضات الأوعية) لعلاج السكتة القلبية اقتُرح لأول مرة في عام 1896 عندما وصف عالم النمساوي الدكتور غوتليب الإبينفرين الرافع للضغط «كعملية ضخ لسائل مستخلص من الغدة الكظرية والذي سيقوم بإعادة الدورة الدموية، وذلك في الحالات التي ينخفض فيها ضغط الدم إلى مستويات غير مسجلة بواسطة هيدْراتُ الكلورال». الفائدة الحديثة في قابضات الأوعية كعلاج لأمراض القلب الجذعية معظمهم من الدراسات التي أجريت على الكلاب في الستينيات من قبل أطباء التخدير الدكتور جون بيرسون والدكتور جوزيف ستافورد ردينغ، والتي أثبتت نتائج أفضل مع استخدام مساعد الحقن الإيبينفرين داخل القلب خلال محاولات الإنعاش بعد السكتة القلبية المحفّزة. وقد ساهمت الدراسات التي أجريت في وقت مبكر إلى منتصف التسعينات أيضا في فكرة أن قابضات الأوعية قد تكون علاجات مفيدة في السكتة القلبية، ووجدت هذه الدراسات أن هنالك مستويات أعلى بكثير من فاسوبريسين الذاتي في المصل (الدم) في الأشخاص البالغين بعد الإنعاش الناجح من السكتة القلبية في المرضى خارج المستشفى مقارنة مع هؤلاء الذين لم يعيشوا.
نتائج النماذج الحيوانية دعمت استخدام إما فازوبرسين أو الإبينيفرين (الادرينالين) في محاولات لإنعاش القلب، يظهر تحسين ضغط الشريان التاجي والتحسن العام في البقاء على قيد الحياة على المدى القصير وكذلك النتائج العصبية.

#### الفازوبرسين مقابل الإيبينفرين
على الرغم من أن كلا قابضات الأوعية، فازوبرسين والإبيبنيفرين تختلف في انفازوبرسين لا يكون لها آثار مباشرة على انقباض القلب أما الإبيبنيفرين فله تأثير. وهكذا، فإنه أُثبت ان فازوبرسين ممكن أن يكون له فائدة أكثر من الادرينالين في السكتة القلبية؛ وذلك بسبب خصائصه في عدم زيادة طلب عضلة القلب والدماغ للأكسجين. وقد أدت هذه الفكرة إلى ظهور العديد من الدراسات للبحث عن وجود الفرق في الاستفادة من هذه الخيارات للعلاج. أثبتت الدراسات الصغيرة الأولية نتائج أفضل مع فازوبرسين بالمقارنة مع الابينيفرين. ومع ذلك، الدراسات اللاحقة لم تكن متفقة معها (تلك الدراسات الصغيرة). وكانت عدة تجارب عشوائية محكومة غير قادرة على إنتاج نتائج إيجابية مع العلاج بالفاسوبريسين في كل عودة تلقائية للدورة الدموية (ROSC) والبقاء على قيد الحياة بعد الخروج من المستشفى، بما في ذلك إجراء استعراض منتظم وتحليل الميتا الإحصائي (meta-analysis) التي تم الانتهاء منها في عام 2005 ؛ لم تجد دليلا على وجود اختلاف كبير مع العلاج بالفاسوبريسين في نتائج لخمس دراسات.

#### فازوبرسين وايبينيفرين مقابل ايبينفيرين وحده
لا يوجد أي دليل حالي يؤكد تحسن النتائج العصبية في المرضى الذين حصلوا على مزيج من كل من الادرينالين والفازوبرسين أثناء السكتة القلبية. وفي استعراض منهجي في عام2008، مع ذلك، تجد إحدى الدراسات التي أظهرت تحسنا كبيرا إحصائيا في عودة الدورة الدموية تلقائياً والبقاء على قيد الحياة بعد الخروج من المستشفى مع هذا الجمع بين العلاج. للأسف، كان لهؤلاء المرضى الذين نجوا من الخروج من المستشفى نتائج سيئة عموما والعديد منهم عانى من أضرار عصبية حادة دائمة.
وقد أظهرت تجربة سريرية نشرت في الآونة الأخيرة من سنغافورة نتائج مماثلة، وإيجاد علاج الجمع فقط يعمل على تحسين معدل البقاء على قيد الحياة لدخول المستشفى، وخاصة في تحليل وجد لمجموعة فرعية من المرضى الذين يعانون من «انهيار أطول في قسم الطوارئ»، كانت أوقات الوصول من 15 إلى 45 دقيقة.

#### توجيهات رابطة القلب الأميركية 2010
المبادئ التوجيهية لعام 2010 لرابطة القلب الأمريكية للإنعاش القلبي الرئوي والعناية بالقلب والأوعية الدموية في حالات الطوارئ يوصي بالاعتماد على رافعات الضغط في شكل الإبينيفرين (الادرينالين) في علاج البالغين الذين يعانون من السكتة القلبية (الدرجة 2 ب، التوصية أ من LOE). ومع ذلك، فإنها تسمح بجرعة واحدة من الفازوبرسين لتحل محل الجرعة الأولى أو الثانية من الإبينيفرين في معالجة السكتة القلبية (الدرجة 2 ب، التوصية أ من LOE).

### مثبطات مستقبلات الفازوبرسين
مضاد مستقبل فازوبرسين هو العامل الذي يتداخل مع عمل مستقبلات الفازوبرسين. ويمكن أن تستخدم في علاج نقص صوديوم الدم.

## الاستعمالات الطبية
يعد الفاسوبريسين علاج أساسي للجفاف والعطش، والجفاف المرتبط بمرض السكر الكاذب.
وهو متوفر في صورة حقن، إلا انه لا يعطى عن طريق الفم حيث يتم تدميره في المعدة.
وهو يستخدم في تفريغ الغازات قبل تصوير أشعة البطن.
وقد توقف إنتاجه في أمريكا بشكل مؤقت، بل وصل الامر إلى تعليق كل منتجات الشركة المُصنعة لهذا العقار (Luitopold).

## الأعراض الجانبية
- طفح جلدى.
- الم في الصدر.
- ارتباك.
- شعور بالإغماء.
- ضربات قلب غير منتظمة.
- زيادة الوزن بصورة سريعة.
- تقلصات معدية.
- تعرق.
- ارتجاف.
- تضييق الاوعية الدموية..وهنا يحدث امران :-

1- زيادة معدلات الكالسيوم داخل الخلايا.
2- زيادة إنتاج اكسيد النيتريك لتوسيع الاوعية الدموية.
الا انه لم ياخذ الموافقة من قِبل إدارة الاغذية والدواء الأمريكية.